# Itame costimaculata
Itame costimaculata là một loài bướm đêm trong họ Geometridae.